# Municipalité de San Juan del Rio
La municipalité de San Juan del Rio est une des 39 communes de l'État de Durango au nord-ouest du Mexique. Son chef-lieu est la ville de San Juan del Río del Centaurio del Norte, appelée ainsi en honneur de Francisco Villa, natif de la municipalité.

## Géographie
La municipalité de San Juan del Rio se trouve au centre de l'état de Durango. Son extension territoriale est de 1 279 km2 qui représentent 1,06 % de la superficie de l'État. Son altitude fluctue entre 1 400 mètres et 2 500 mètres d'altitude.

## Démographie
En 2010 la municipalité de San Juan del Rio a une population totale de 11 855 habitants, dont 5 851 sont des hommes et 6 004 sont des femmes.

### Localités
La municipalité de San Juan del Rio compte un total de 68 localités; les principales sont les suivantes :
| Localité                                      | Population |
| Totale Commune                                | 11 855     |
| San Juan del Rio                              | 2912       |
| Diez de Octubre (San Lucas de Ocampo)         | 1500       |
| Ciénega Grande                                | 675        |
| Francisco Primo Verdad (Menores de Abajo)     | 651        |
| José María Patoni (Menores de Arriba)         | 436        |
| Pueblo Nuevo Francisco de Ibarra (El Crucero) | 299        |
| Río Grande                                    | 169        |